# یواس‌اس اس‌سی-۱۳۲۹
یواس‌اس اس‌سی-۱۳۲۹ (به انگلیسی: USS SC-1329) یک زیردریایی بود که طول آن ۱۱۰ فوت ۱۰ اینچ (۳۳٫۷۸ متر) بود. این زیردریایی در سال ۱۹۴۳ ساخته شد.